# 2e étape du Tour de France Femmes 2022
Pour un article plus général, voir Tour de France Femmes 2022.
La 2e étape du Tour de France Femmes 2022 se déroule le lundi 25 juillet 2022 entre Meaux et Provins, sur une distance de 136,4 kilomètres.

## Parcours
Cette étape longue de 136,4 km entre Meaux et Provins est classée parmi les étapes de plaine. La seule difficulté recensée est la côte de Tigeaux (4e catégorie, 1 500 mètres à 4,7 %) qui se situe à 16,9 km du départ. Irrégulière, elle propose un passage à 9 %. 
Après un premier passage sur la ligne d'arrivée, les coureuses effectuent une boucle de 19,7 km autour de Provins. Le dernier kilomètre est un long faux-plat montant qui se termine par une bosse à 4,5 % dans les 600 derniers mètres.

## Déroulement de la course
Un groupe de quatre coureuses prend rapidement quelques minutes d'avance sur le peloton. Il est composé des néerlandaises Sabrina Stultiens, Femke Gerritse et Marit Raaijmakers, et de l'israélienne Rotem Gafinovitz. Gerritse en profite pour passer en tête de la seule côte du jour, à Tigeaux. 
Elles sont reprises à 80 km de l'arrivée, alors que la Trek-Segafredo tente de provoquer des bordures.
À l'approche du sprint intermédiaire de Provins, Maike van der Duin s'échappe seule. Elle est rapidement rejointe par Elisa Balsamo, Elisa Longo Borghini, Marianne Vos, Silvia Persico et Katarzyna Niewiadoma. Derrière, plusieurs chutes successives provoquent le retard de quelques favorites, parmi lesquelles Cecilie Uttrup Ludwig et Marta Cavalli de la FDJ-Suez-Futuroscope, Demi Vollering, Chantal van den Broek-Blaak et Ellen van Dijk.
Après avoir roulé pour permettre à sa leader Longo Borghini de creuser l'écart sur ses concurrentes du classement général, Balsamo est finalement lâchée du groupe d'échappées, qui se dispute la victoire. Vos l'emporte alors facilement au sprint devant Persico et Niewiadoma, une trentaine de secondes devant le peloton principal. Elle prend par la même occasion, la tête du classement général, elle dépossède Lorena Wiebes de son maillot jaune.
L'équipe FDJ-Suez-Futuroscope est la grande perdante du jour, avec l'abandon de Marta Cavalli et le retard de Uttrup Ludwig (1 min 4 s) sur les autres favorites.

## Résultats

### Classement de l'étape
| Classement de la 2e étape | Classement de la 2e étape | Classement de la 2e étape | Classement de la 2e étape | Classement de la 2e étape |
|                           | Coureur                   | Pays                      | Équipe                    | Temps                     |
| ------------------------- | ------------------------- | ------------------------- | ------------------------- | ------------------------- |
| 1er                       | Marianne Vos              | Pays-Bas                  | Jumbo-Visma               | en 3 h 14 min 2 s         |
| 2e                        | Silvia Persico            | Italie                    | Valcar Travel & Service   | + 0 s                     |
| 3e                        | Katarzyna Niewiadoma      | Pologne                   | Canyon-SRAM Racing        | + 0 s                     |
| 4e                        | Elisa Longo Borghini      | Italie                    | Trek-Segafredo            | + 2 s                     |
| 5e                        | Maike van der Duin        | Pays-Bas                  | Le Col-Wahoo              | + 12 s                    |
| 6e                        | Lorena Wiebes             | Pays-Bas                  | Team DSM                  | + 29 s                    |
| 7e                        | Julie De Wilde            | Belgique                  | Plantur-Pura              | + 29 s                    |
| 8e                        | Rachele Barbieri          | Italie                    | Liv Racing Xstra          | + 29 s                    |
| 9e                        | Lotte Kopecky             | Belgique                  | SD Worx                   | + 29 s                    |
| 10e                       | Maria Giulia Confalonieri | Italie                    | Ceratizit-WNT             | + 29 s                    |
| modifier                  |                           |                           |                           |                           |

### Bonifications en temps
|   | Coureuse             | Pays     | Équipe                  | Secondes |
| - | -------------------- | -------- | ----------------------- | -------- |
| 1 | Marianne Vos         | Pays-Bas | Jumbo-Visma             | 10 s     |
| 2 | Silvia Persico       | Italie   | Valcar Travel & Service | 6 s      |
| 3 | Katarzyna Niewiadoma | Pologne  | Canyon-SRAM Racing      | 4 s      |

### Points attribués
| Sprint intermédiaire Provins - 1er passage sur la ligne (km 116,7) | Sprint intermédiaire Provins - 1er passage sur la ligne (km 116,7) | Sprint intermédiaire Provins - 1er passage sur la ligne (km 116,7) | Sprint intermédiaire Provins - 1er passage sur la ligne (km 116,7) | Sprint intermédiaire Provins - 1er passage sur la ligne (km 116,7) |
| ------------------------------------------------------------------ | ------------------------------------------------------------------ | ------------------------------------------------------------------ | ------------------------------------------------------------------ | ------------------------------------------------------------------ |
|                                                                    | Coureur                                                            | Pays                                                               | Équipe                                                             | Point(s)                                                           |
| 1er                                                                | Maike van der Duin                                                 | Pays-Bas                                                           | Le Col-Wahoo                                                       | 25                                                                 |
| 2e                                                                 | Lorena Wiebes                                                      | Pays-Bas                                                           | Team DSM                                                           | 20                                                                 |
| 3e                                                                 | Lotte Kopecky                                                      | Belgique                                                           | SD Worx                                                            | 17                                                                 |
| 4e                                                                 | Marianne Vos                                                       | Pays-Bas                                                           | Jumbo-Visma                                                        | 15                                                                 |
| 5e                                                                 | Maria Giulia Confalonieri                                          | Italie                                                             | Ceratizit-WNT                                                      | 13                                                                 |
| 6e                                                                 | Alexandra Manly                                                    | Australie                                                          | Team BikeExchange-Jayco                                            | 11                                                                 |
| 7e                                                                 | Elisa Balsamo                                                      | Italie                                                             | Trek-Segafredo                                                     | 10                                                                 |
| 8e                                                                 | Elisa Longo Borghini                                               | Italie                                                             | Trek-Segafredo                                                     | 9                                                                  |
| 9e                                                                 | Katarzyna Niewiadoma                                               | Pologne                                                            | Canyon-SRAM Racing                                                 | 8                                                                  |
| 10e                                                                | Silvia Persico                                                     | Italie                                                             | Valcar Travel & Service                                            | 7                                                                  |
| 11e                                                                | Audrey Cordon-Ragot                                                | France                                                             | Trek-Segafredo                                                     | 6                                                                  |
| 12e                                                                | Julia Borgström                                                    | Suède                                                              | AG Insurance NXTG                                                  | 5                                                                  |
| 13e                                                                | Demi Vollering                                                     | Pays-Bas                                                           | SD Worx                                                            | 4                                                                  |
| 14e                                                                | Elise Chabbey                                                      | Suisse                                                             | Canyon-SRAM Racing                                                 | 3                                                                  |
| 15e                                                                | Alena Amialiusik                                                   | Bannière neutre                                                    | Canyon-SRAM Racing                                                 | 2                                                                  |
| modifier                                                           |                                                                    |                                                                    |                                                                    |                                                                    |

| Arrivée d'étape Provins - 2e passage sur la ligne (km 136,4) | Arrivée d'étape Provins - 2e passage sur la ligne (km 136,4) | Arrivée d'étape Provins - 2e passage sur la ligne (km 136,4) | Arrivée d'étape Provins - 2e passage sur la ligne (km 136,4) | Arrivée d'étape Provins - 2e passage sur la ligne (km 136,4) |
| ------------------------------------------------------------ | ------------------------------------------------------------ | ------------------------------------------------------------ | ------------------------------------------------------------ | ------------------------------------------------------------ |
|                                                              | Coureur                                                      | Pays                                                         | Équipe                                                       | Point(s)                                                     |
| 1er                                                          | Marianne Vos                                                 | Pays-Bas                                                     | Jumbo-Visma                                                  | 50                                                           |
| 2e                                                           | Silvia Persico                                               | Italie                                                       | Valcar Travel & Service                                      | 30                                                           |
| 3e                                                           | Katarzyna Niewiadoma                                         | Pologne                                                      | Canyon-SRAM Racing                                           | 20                                                           |
| 4e                                                           | Elisa Longo Borghini                                         | Italie                                                       | Trek-Segafredo                                               | 18                                                           |
| 5e                                                           | Maike van der Duin                                           | Pays-Bas                                                     | Le Col-Wahoo                                                 | 16                                                           |
| 6e                                                           | Lorena Wiebes                                                | Pays-Bas                                                     | Team DSM                                                     | 14                                                           |
| 7e                                                           | Julie De Wilde                                               | Belgique                                                     | Plantur-Pura                                                 | 12                                                           |
| 8e                                                           | Rachele Barbieri                                             | Italie                                                       | Liv Racing Xstra                                             | 10                                                           |
| 9e                                                           | Lotte Kopecky                                                | Belgique                                                     | SD Worx                                                      | 8                                                            |
| 10e                                                          | Maria Giulia Confalonieri                                    | Italie                                                       | Ceratizit-WNT                                                | 7                                                            |
| 11e                                                          | Margarita Victoria García                                    | Espagne                                                      | UAE Team ADQ                                                 | 6                                                            |
| 12e                                                          | Demi Vollering                                               | Pays-Bas                                                     | SD Worx                                                      | 5                                                            |
| 13e                                                          | Elise Chabbey                                                | Suisse                                                       | Canyon-SRAM Racing                                           | 4                                                            |
| 14e                                                          | Sandra Alonso                                                | Espagne                                                      | Ceratizit-WNT                                                | 3                                                            |
| 15e                                                          | Tamara Dronova                                               | Bannière neutre                                              | Roland Cogeas-Edelweiss Squad                                | 2                                                            |
| modifier                                                     |                                                              |                                                              |                                                              |                                                              |

### Cols et côtes
| Côte de Tigeaux (km 16,9) 4e catégorie (1,6 km à 4,4 %) | Côte de Tigeaux (km 16,9) 4e catégorie (1,6 km à 4,4 %) | Côte de Tigeaux (km 16,9) 4e catégorie (1,6 km à 4,4 %) | Côte de Tigeaux (km 16,9) 4e catégorie (1,6 km à 4,4 %) | Côte de Tigeaux (km 16,9) 4e catégorie (1,6 km à 4,4 %) |
| ------------------------------------------------------- | ------------------------------------------------------- | ------------------------------------------------------- | ------------------------------------------------------- | ------------------------------------------------------- |
|                                                         | Coureur                                                 | Pays                                                    | Équipe                                                  | Point(s)                                                |
| 1er                                                     | Femke Gerritse                                          | Pays-Bas                                                | Parkhotel Valkenburg                                    | 2                                                       |
| 2e                                                      | Marit Raaijmakers                                       | Pays-Bas                                                | Human Powered Health                                    | 1                                                       |
| modifier                                                |                                                         |                                                         |                                                         |                                                         |

### Prix de la combativité
- Maike van der Duin  (Le Col-Wahoo)

## Classements à l'issue de l'étape

### Classement général
| Classement général | Classement général   | Classement général | Classement général      | Classement général |
|                    | Coureur              | Pays               | Équipe                  | Temps              |
| ------------------ | -------------------- | ------------------ | ----------------------- | ------------------ |
| 1er                | Marianne Vos         | Pays-Bas           | Jumbo-Visma             | en 5 h 7 min 46 s  |
| 2e                 | Silvia Persico       | Italie             | Valcar Travel & Service | + 10 s             |
| 3e                 | Katarzyna Niewiadoma | Pologne            | Canyon-SRAM Racing      | + 12 s             |
| 4e                 | Elisa Longo Borghini | Italie             | Trek-Segafredo          | + 18 s             |
| 5e                 | Maike van der Duin   | Pays-Bas           | Le Col-Wahoo            | + 28 s             |
| 6e                 | Lorena Wiebes        | Pays-Bas           | Team DSM                | + 35 s             |
| 7e                 | Lotte Kopecky        | Belgique           | SD Worx                 | + 41 s             |
| 8e                 | Rachele Barbieri     | Italie             | Liv Racing Xstra        | + 45 s             |
| 9e                 | Julie De Wilde       | Belgique           | Plantur-Pura            | + 45 s             |
| 10e                | Demi Vollering       | Pays-Bas           | SD Worx                 | + 45 s             |
| modifier           |                      |                    |                         |                    |

| Classement par points | Classement par points     | Classement par points | Classement par points   | Classement par points |
| --------------------- | ------------------------- | --------------------- | ----------------------- | --------------------- |
|                       | Coureur                   | Pays                  | Équipe                  | Point(s)              |
| 1er                   | Marianne Vos              | Pays-Bas              | Jumbo-Visma             | 120 points            |
| 2e                    | Lorena Wiebes             | Pays-Bas              | Team DSM                | 104 pts               |
| 3e                    | Lotte Kopecky             | Belgique              | SD Worx                 | 85 pts                |
| 4e                    | Maike van der Duin        | Pays-Bas              | Le Col-Wahoo            | 55 pts                |
| 5e                    | Maria Giulia Confalonieri | Italie                | Ceratizit-WNT           | 50 pts                |
| 6e                    | Alexandra Manly           | Australie             | Team BikeExchange-Jayco | 48 pts                |
| 7e                    | Silvia Persico            | Italie                | Valcar Travel & Service | 40 pts                |
| 8e                    | Katarzyna Niewiadoma      | Pologne               | Canyon-SRAM Racing      | 33 pts                |
| 9e                    | Rachele Barbieri          | Italie                | Liv Racing Xstra        | 28 pts                |
| 10e                   | Elisa Longo Borghini      | Italie                | Trek-Segafredo          | 27 pts                |
| modifier              |                           |                       |                         |                       |

| Classement de la meilleure grimpeuse | Classement de la meilleure grimpeuse | Classement de la meilleure grimpeuse | Classement de la meilleure grimpeuse | Classement de la meilleure grimpeuse |
| ------------------------------------ | ------------------------------------ | ------------------------------------ | ------------------------------------ | ------------------------------------ |
|                                      | Coureur                              | Pays                                 | Équipe                               | Point(s)                             |
| 1er                                  | Femke Markus                         | Pays-Bas                             | Parkhotel Valkenburg                 | 2 points                             |
| 2e                                   | Femke Gerritse                       | Pays-Bas                             | Parkhotel Valkenburg                 | 2 pts                                |
| 3e                                   | Anne Dorthe Ysland                   | Norvège                              | Uno-X Pro                            | 1 pt                                 |
| 4e                                   | Marit Raaijmakers                    | Pays-Bas                             | Human Powered Health                 | 1 pt                                 |
| modifier                             |                                      |                                      |                                      |                                      |

| Classement général de la meilleure jeune | Classement général de la meilleure jeune | Classement général de la meilleure jeune | Classement général de la meilleure jeune | Classement général de la meilleure jeune |
|                                          | Coureur                                  | Pays                                     | Équipe                                   | Temps                                    |
| ---------------------------------------- | ---------------------------------------- | ---------------------------------------- | ---------------------------------------- | ---------------------------------------- |
| 1er                                      | Maike van der Duin                       | Pays-Bas                                 | Le Col-Wahoo                             | en 5 h 8 min 14 s                        |
| 2e                                       | Julie De Wilde                           | Belgique                                 | Plantur-Pura                             | + 17 s                                   |
| 3e                                       | Anne Dorthe Ysland                       | Norvège                                  | Uno-X Pro                                | + 22 s                                   |
| 4e                                       | Pfeiffer Georgi                          | Grande-Bretagne                          | Team DSM                                 | + 22 s                                   |
| 5e                                       | Ilse Pluimers                            | Pays-Bas                                 | AG Insurance NXTG                        | + 22 s                                   |
| 6e                                       | Julia Borgström                          | Suède                                    | AG Insurance NXTG                        | + 22 s                                   |
| 7e                                       | Shirin van Anrooij                       | Pays-Bas                                 | Trek-Segafredo                           | + 39 s                                   |
| 8e                                       | Mischa Bredewold                         | Pays-Bas                                 | Parkhotel Valkenburg                     | + 39 s                                   |
| 9e                                       | Henrietta Christie                       | Nouvelle-Zélande                         | Human Powered Health                     | + 47 s                                   |
| 10e                                      | Victoire Berteau                         | France                                   | Cofidis                                  | + 1 min 26 s                             |
| modifier                                 |                                          |                                          |                                          |                                          |

| Classement par équipes | Classement par équipes | Classement par équipes | Classement par équipes |
|                        | Équipe                 | Pays                   | Temps                  |
| ---------------------- | ---------------------- | ---------------------- | ---------------------- |
| 1re                    | Canyon-SRAM Racing     | Allemagne              | en 15 h 25 min 9 s     |
| 2e                     | Jumbo-Visma            | Pays-Bas               | + 5 s                  |
| 3e                     | Trek-Segafredo         | États-Unis             | + 19 s                 |
| 4e                     | SD Worx                | Pays-Bas               | + 29 s                 |
| 5e                     | Team DSM               | Pays-Bas               | + 34 s                 |
| 6e                     | Ceratizit-WNT          | Allemagne              | + 46 s                 |
| 7e                     | Movistar Women         | Espagne                | + 1 min 7 s            |
| 8e                     | Le Col-Wahoo           | Grande-Bretagne        | + 1 min 9 s            |
| 9e                     | Uno-X Pro              | Norvège                | + 1 min 13 s           |
| 10e                    | AG Insurance NXTG      | Pays-Bas               | + 1 min 43 s           |
| modifier               |                        |                        |                        |

## Abandons
Quatre coureuses quittent le Tour lors de cette étape : 
- Marta Cavalli (FDJ-Suez-Futuroscope) : abandon[7]
- Gaia Masetti (AG Insurance NXTG) : abandon
- Laura Süßemilch (Plantur-Pura) : abandon
- Urša Pintar (UAE Team ADQ) : hors délais